# Luis Piedrahita
 (janvier 2012).
Si vous disposez d'ouvrages ou d'articles de référence ou si vous connaissez des sites web de qualité traitant du thème abordé ici, merci de compléter l'article en donnant les références utiles à sa vérifiabilité et en les liant à la section « Notes et références ».
Luis Piedrahita Cuesta, né en 1977 à La Corogne (Espagne), est un artiste éclectique espagnol aussi connu sous le surnom de Le Roi des Petites Choses, parce que ses productions artistiques sont souvent basées sur ces petits objets ou de routine qui font partie de notre vie quotidienne. Il est comique, illusionniste, scénariste, réalisateur de cinéma et monologueur et il est récemment devenu plus célèbre grâce à ses collaborations à El Hormiguero et à de fréquentes apparitions dans El Club de la Comedia, émissions de la télévision espagnole.

## Biographie
Luis Piedrahita nait le 19 février 1977 à La Corogne, une ville galicienne. Il étudie au collège jésuite 'Santa María del Mar'. Il obtient sa licence en Communication Audiovisuelle et se spécialise en écriture de scénarios. Peu après il est engagé à la chaîne espagnole Telecinco.
Passionné depuis sa jeunesse par la magie, on lui attribue à 21 ans le 2e Prix de Micromagie au Congrès de Valongo (Portugal) et un an après, il devient Champion d’Espagne. En ce qui concerne les monologues, il gagne le 1er Concours de Monologues de El Club de la Comedia, après lequel il commence à travailler comme scénariste et acteur pour cette émission.

## Radio et Télévision
À la radio, il fait une collaboration hebdomadaire dans l'émission de M80 Radio No somos nadie, qui est dirigée par Pablo Motos de 2002 à 2007. En 2006 naît l'émission télévisuelle El Hormiguero, qui apparaît comme une adaptation de No somos nadie au nouveau format, émission dont elle reprend son équipe originelle, dont Luis Piedrahita fait partie. C'est pourquoi l'émission radiophonique recommence avec une nouvelle équipe.
À l'été de 2009 et de 2010, il fait une collaboration à l'émission No es un verano cualquiera (Radio Nationale d'Espagne).
À la télévision, il participe à divers travaux : réalisateur, collaborateur et scénariste de l’émission sur la magie Nada x aquí ou scénariste de l’émission de sketchs Cruz y raya.com. Pourtant, son œuvre la plus connue, en plus d’El Hormiguero est sa collaboration sporadique à El Club de la Comedia comme monologueur, où il travaille aussi comme scénariste.

## Autres œuvres
Au théâtre, il fait des productions diverses et fréquentes, comme les productions ci-dessous, dont il est auteur et interprète :
- ¿Por qué los mayores construyen los columpios siempre encima de un charco? (aussi publié en format livre de poche)
- Dios hizo el mundo en siete días…y se nota (aussi publié en format livre de poche)
- ¿Cada cuánto hay que echar a lavar un pijama? (aussi publié en format livre de poche)
- Un cacahuete flotando en una piscina…¿sigue siendo un fruto seco?
- Esas pequeñas cosas
- Gira mundial por Galicia

On peut même trouver sa trace dans le spectacle théâtral Sin trampa ni cartón ou encore dans les pièces 5 hombres.com, Francamente, la vida según San Francisco, 5 mujeres.com et Entre fuerte y flojo, dont il est coréalisateur. D’un autre côté, il expérimente le mélange de différentes formes d’expression artistique dans le conte symphonique Diario de una pulga qui est publié en format livre de poche, illustré par Marta Botas et accompagné d’un cd où on peut écouter le conte raconté par lui-même, avec comme fond la musique de l’orchestre symphonique de Tenerife.
Il expérimente aussi le cinéma en y travaillant comme réalisateur et scénariste de La habitación de Fermat et scénariste de Cosas que hacen que la vida valga la pena. Finalement, pour compléter son profil d’artiste éclectique dans les différents medias, il fait une collaboration hebdomadaire au journal La voz de Galicia avec sa chronique El ojo boquiabierto.